# بیل ریچموند
بیل ریچموند (انگلیسی: Bill Richmond؛ ۱۹ دسامبر ۱۹۲۱ – ۴ ژوئن ۲۰۱۶) یک فیلم‌نامه‌نویس، تهیه‌کننده فیلم و نوازندهٔ طبل اهل ایالات متحده آمریکا بود. وی بین سال‌های ۱۹۵۲ تا ۱۹۹۵ میلادی فعالیت می‌کرد.
او در نگارش فیلم‌نامهٔ برخی از فیلم‌های جری لوئیس، نقش داشت.
از فیلم‌ها یا مجموعه‌های تلویزیونی که وی در آن‌ها نقش داشته است، می‌توان به دهان‌گشاد، فریب‌خورده، پروفسور دیوانه، شیفته زن‌ها و پادوی هتل اشاره نمود.
وی ۳ مرتبه برندهٔ جایزه امی شده بود.